# Liste der Renn-Sieger der Superbike-Weltmeisterschaft
Die Liste aller Renn-Sieger der Superbike-Weltmeisterschaft beinhaltet alle Fahrer, Konstrukteure und Nationen die in der seit 1988 bestehenden Superbike-Weltmeisterschaft mindestens ein Rennen gewinnen konnten.
(Stand: 13. Juli 2025)
Andrea Locatelli war auf dem TT Circuit Assen am 14. April 2025 der insgesamt 82. Fahrer, der mindestens einen Superbike-Weltmeisterschaftslauf gewann.

## Nach Fahrern

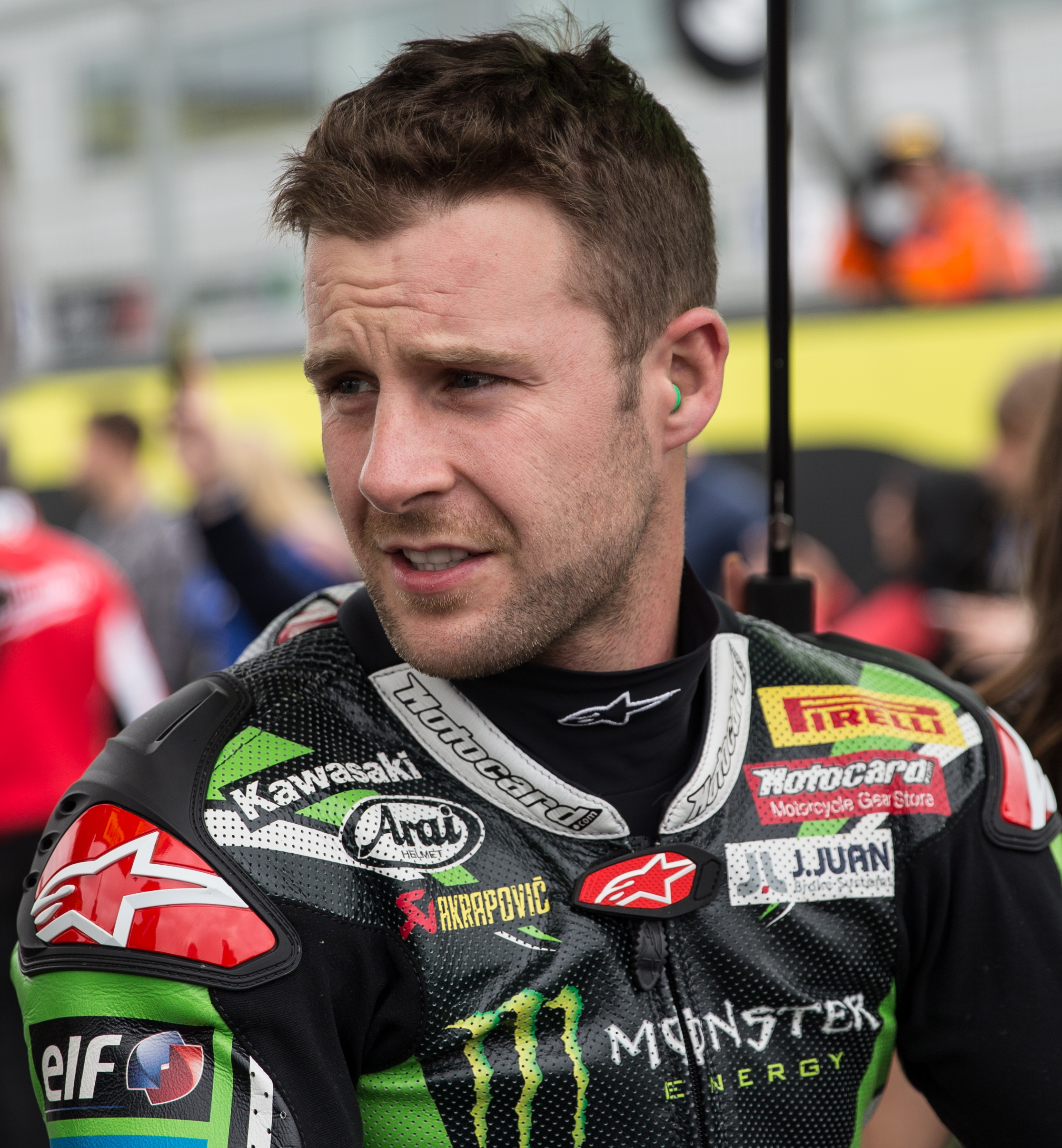
Rekordhalter Jonathan Rea (2016).

Die in der Saison 2025 aktiven Fahrer sind jeweils grün hervorgehoben.
| Platz | Fahrer                | Nation         | Siege | Starts | Quote   | von  | bis  | Siege je Konstrukteur                        | Konstrukteur 2025 |
| ----- | --------------------- | -------------- | ----- | ------ | ------- | ---- | ---- | -------------------------------------------- | ----------------- |
| 1     | Jonathan Rea******    | Großbritannien | 119   | 430    | 27,8 %  | 2008 | 2025 | Kawasaki (104), Honda (15)                   | Yamaha            |
| 2     | Toprak Razgatlıoğlu*  | Türkei         | 69    | 210    | 23,08 % | 2018 | 2025 | Yamaha (37), BMW (30), Kawasaki (2)          | BMW               |
| 3     | Álvaro Bautista**     | Spanien        | 63    | 186    | 33,15 % | 2019 | 2025 | Ducati                                       | Ducati            |
| 4     | Carl Fogarty****      | Großbritannien | 59    | 219    | 26,94 % | 1989 | 1999 | Ducati (55), Honda (4)                       |                   |
| 5     | Troy Bayliss***       | Australien     | 52    | 156    | 33,33 % | 1997 | 2015 | Ducati                                       |                   |
| 6     | Noriyuki Haga         | Japan          | 43    | 314    | 13,69 % | 1994 | 2013 | Ducati (15), Yamaha (28)                     |                   |
| 7     | Tom Sykes*            | Großbritannien | 34    | 353    | 9,63 %  | 2008 | 2023 | Kawasaki                                     |                   |
| 8     | Troy Corser**         | Australien     | 33    | 374    | 8,82 %  | 1992 | 2011 | Ducati (16), Suzuki (10), Aprilia (7)        |                   |
| 9     | Chaz Davies           | Großbritannien | 32    | 217    | 13,82 % | 2012 | 2021 | Ducati (28), BMW (3), Aprilia (1)            |                   |
| 10    | Colin Edwards**       | USA            | 31    | 175    | 17,71 % | 1995 | 2002 | Honda                                        |                   |
| 11    | Doug Polen**          | USA            | 27    | 79     | 34,18 % | 1989 | 1995 | Ducati (26), Suzuki (1)                      |                   |
| 12    | Carlos Checa*         | Spanien        | 24    | 150    | 16,00 % | 2008 | 2013 | Ducati (22), Honda (2)                       |                   |
| 13    | Raymond Roche*        | Frankreich     | 23    | 97     | 23,71 % | 1988 | 1992 | Ducati                                       |                   |
| 14    | Marco Melandri        | Italien        | 22    | 127    | 15,75 % | 2011 | 2020 | BMW (9), Aprilia (6), Yamaha (4), Ducati (3) |                   |
| 15    | Max Biaggi**          | Italien        | 21    | 158    | 13,29 % | 2007 | 2015 | Aprilia (18), Suzuki (3)                     |                   |
| 16    | Pierfrancesco Chili   | Italien        | 17    | 276    | 6,16 %  | 1995 | 2006 | Ducati (13), Suzuki (4)                      |                   |
| 17    | Giancarlo Falappa     | Italien        | 16    | 106    | 15,09 % | 1989 | 1994 | Ducati (13), Bimota (3)                      |                   |
|       | Neil Hodgson*         | Großbritannien | 16    | 147    | 10,88 % | 1996 | 2003 | Ducati                                       |                   |
|       | James Toseland**      | Großbritannien | 16    | 201    | 7,96 %  | 2001 | 2011 | Honda (11), Ducati (5)                       |                   |
| 20    | Ben Spies*            | USA            | 14    | 28     | 50,00 % | 2009 | 2009 | Yamaha                                       |                   |
|       | John Kocinski*        | USA            | 14    | 48     | 29,17 % | 1996 | 1997 | Ducati (5), Honda (9)                        |                   |
|       | Scott Russell*        | USA            | 14    | 117    | 11,97 % | 1989 | 1998 | Kawasaki                                     |                   |
|       | Nicolò Bulega         | Italien        | 14    | 28     | 6,67 %  | 2025 | 2024 | Ducati                                       | Ducati            |
| 24    | Eugene Laverty        | Irland         | 13    | 242    | 5,37 %  | 2011 | 2022 | Aprilia (10), Yamaha (2), Suzuki (1)         |                   |
|       | Aaron Slight          | Neuseeland     | 13    | 229    | 5,68 %  | 1988 | 2000 | Honda (11), Kawasaki (2)                     |                   |
| 26    | Scott Redding         | Großbritannien | 12    | 150    | 8,11 %  | 2020 | 2025 | Ducati                                       | Ducati            |
| 27    | Stéphane Mertens      | Belgien        | 11    | 154    | 7,14 %  | 1988 | 1995 | Honda (7), Bimota / Ducati (je 2)            |                   |
|       | Régis Laconi          | Frankreich     | 11    | 173    | 6,36 %  | 2001 | 2009 | Ducati (10), Aprilia (1)                     |                   |
|       | Rubén Xaus            | Spanien        | 11    | 215    | 5,12 %  | 1998 | 2011 | Ducati                                       |                   |
| 30    | Chris Vermeulen       | Australien     | 10    | 64     | 15,63 % | 2004 | 2011 | Honda                                        |                   |
|       | Fabrizio Pirovano     | Italien        | 10    | 183    | 5,46 %  | 1988 | 1995 | Yamaha                                       |                   |
| 32    | Sylvain Guintoli*     | Frankreich     | 9     | 173    | 5,2 %   | 2009 | 2016 | Aprilia (6), Ducati (3)                      |                   |
| 33    | Anthony Gobert        | Australien     | 8     | 56     | 14,29 % | 1994 | 2006 | Kawasaki (6), Bimota / Ducati (je 1)         |                   |
|       | Fred Merkel**         | USA            | 8     | 117    | 6,84 %  | 1988 | 1993 | Honda                                        |                   |
| 35    | Ben Bostrom           | USA            | 7     | 103    | 6,80 %  | 1998 | 2005 | Ducati                                       |                   |
| 36    | Michael van der Mark  | Niederlande    | 6     | 167    | 3,03 %  | 2015 | 2025 | Yamaha (4), BMW (2)                          | BMW               |
| 37    | Michael Ruben Rinaldi | Italien        | 5     | 203    | 2,49 %  | 2018 | 2024 | Ducati                                       |                   |
|       | Davide Tardozzi       | Italien        | 5     | 75     | 6,67 %  | 1988 | 1992 | Bimota                                       |                   |
|       | Leon Haslam           | Großbritannien | 5     | 251    | 1,99 %  | 2003 | 2022 | Suzuki(3), Aprilia (2)                       |                   |
| 40    | Michel Fabrizio       | Italien        | 4     | 218    | 1,83 %  | 2006 | 2014 | Ducati                                       |                   |
|       | Yukio Kagayama        | Japan          | 4     | 120    | 3,33 %  | 2001 | 2010 | Suzuki                                       |                   |
|       | Alex Lowes            | Großbritannien | 4     | 300    | 1,33 %  | 2014 | 2024 | Kawasaki (3), Yamaha (1)                     | Bimota            |
|       | Rob Phillis           | Australien     | 4     | 108    | 3,81 %  | 1988 | 1996 | Kawasaki                                     |                   |
| 44    | Cal Crutchlow         | Großbritannien | 3     | 30     | 10,00 % | 2008 | 2010 | Yamaha                                       |                   |
|       | Mick Doohan           | Australien     | 3     | 4      | 75,00 % | 1988 | 1988 | Yamaha                                       |                   |
|       | Ryūichi Kiyonari      | Japan          | 3     | 53     | 5,66 %  | 2008 | 2010 | Honda                                        |                   |
|       | Lorenzo Lanzi         | Italien        | 3     | 139    | 2,16 %  | 2005 | 2014 | Ducati                                       |                   |
|       | Danilo Petrucci       | Italien        | 3     | 28     | 6,67 %  | 2023 | 2025 | Ducati                                       | Ducati            |
|       | Makoto Tamada         | Japan          | 3     | 51     | 5,88 %  | 1999 | 2011 | Honda                                        |                   |
|       | Akira Yanagawa        | Japan          | 3     | 121    | 2,48 %  | 1999 | 2011 | Kawasaki                                     |                   |
| 51    | Loris Baz             | Frankreich     | 2     | 178    | 1,12 %  | 2012 | 2023 | Kawasaki                                     |                   |
|       | Shane Byrne           | Großbritannien | 2     | 60     | 3,33 %  | 2002 | 2010 | Ducati                                       |                   |
|       | Doug Chandler         | USA            | 2     | 14     | 14,29 % | 1989 | 2002 | Kawasaki                                     |                   |
|       | Michael Dowson        | Australien     | 2     | 14     | 14,29 % | 1988 | 1990 | Yamaha                                       |                   |
|       | Peter Goddard         | Australien     | 2     | 105    | 1,90 %  | 1989 | 2002 | Yamaha                                       |                   |
|       | Hitoyasu Izutsu       | Japan          | 2     | 28     | 7,14 %  | 1996 | 2003 | Kawasaki                                     |                   |
|       | Mauro Lucchiari       | Italien        | 2     | 97     | 2,06 %  | 1992 | 2005 | Ducati                                       |                   |
|       | Marco Lucchinelli     | Italien        | 2     | 16     | 12,50 % | 1988 | 1989 | Ducati                                       |                   |
|       | Kevin Magee           | Australien     | 2     | 8      | 25,00 % | 1991 | 1992 | Yamaha                                       |                   |
|       | Max Neukirchner       | Deutschland    | 2     | 148    | 1,35 %  | 2005 | 2014 | Suzuki                                       |                   |
|       | Terry Rymer           | Großbritannien | 2     | 124    | 1,61 %  | 1988 | 1998 | Yamaha                                       |                   |
| 62    | Takuma Aoki           | Japan          | 1     | 6      | 16,67 % | 1994 | 1996 | Honda                                        |                   |
|       | Alex Barros           | Brasilien      | 1     | 24     | 4,17 %  | 2006 | 2006 | Honda                                        |                   |
|       | Gary Goodfellow       | Neuseeland     | 1     | 15     | 6,67 %  | 1988 | 1989 | Suzuki                                       |                   |
|       | Nicky Hayden          | USA            | 1     | 38     | 2,63 %  | 2002 | 2017 | Honda                                        |                   |
|       | Andrea Iannone        | Italien        | 1     | 28     | 33,33 % | 2024 | 2025 | Ducati                                       | Ducati            |
|       | Tom Kipp              | USA            | 1     | 20     | 5,00 %  | 1989 | 1997 | Yamaha                                       |                   |
|       | Keiichi Kitagawa      | Japan          | 1     | 24     | 4,17 %  | 1991 | 2000 | Suzuki                                       |                   |
|       | Andrea Locatelli      | Italien        | 1     | 154    | 0,65 %  | 2021 | 2025 | Yamaha                                       | Yamaha            |
|       | Garry McCoy           | Australien     | 1     | 41     | 2,44 %  | 2004 | 2005 | Ducati                                       |                   |
|       | Andreas Meklau        | Österreich     | 1     | 141    | 0,71 %  | 1991 | 2004 | Ducati                                       |                   |
|       | Adrien Morillas       | Frankreich     | 1     | 62     | 1,61 %  | 1988 | 1995 | Kawasaki                                     |                   |
|       | Fonsi Nieto           | Spanien        | 1     | 112    | 0,89 %  | 2005 | 2009 | Suzuki                                       |                   |
|       | Pascal Picotte        | Kanada         | 1     | 8      | 12,50 % | 1990 | 1997 | Yamaha                                       |                   |
|       | Andrew Pitt           | Australien     | 1     | 53     | 1,89 %  | 2005 | 2010 | Yamaha                                       |                   |
|       | John Reynolds         | Großbritannien | 1     | 81     | 1,23 %  | 1991 | 2003 | Ducati                                       |                   |
|       | Akira Ryō             | Japan          | 1     | 14     | 7,14 %  | 1995 | 2001 | Suzuki                                       |                   |
|       | Nicholas Spinelli     | Italien        | 1     | 3      | 33,33 % | 2024 | 2024 | Ducati                                       |                   |
|       | Yuichi Takeda         | Japan          | 1     | 12     | 8,33 %  | 1996 | 2002 | Honda                                        |                   |
|       | Jordi Torres          | Spanien        | 1     | 136    | 0,74 %  | 2015 | 2019 | Aprilia                                      |                   |
|       | Alex Vieira           | Portugal       | 1     | 33     | 3,03 %  | 1988 | 1994 | Honda                                        |                   |
|       | Chris Walker          | Großbritannien | 1     | 148    | 0,68 %  | 1997 | 2011 | Kawasaki                                     |                   |
|       | Jamie Whitham         | Großbritannien | 1     | 92     | 1,09 %  | 1990 | 1998 | Ducati                                       |                   |

* = Anzahl der Weltmeistertitel

## Nach Konstrukteuren

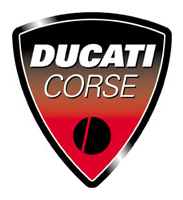
Rekordhalter Ducati Corse.

Die in der Saison 2025 aktiven Konstrukteure sind jeweils grün hervorgehoben.
| Platz | Konstrukteur | Nation      | Siege | Starts | Quote   | von  | bis  | Erfolgreichste Fahrer (Siege)                                                |
| ----- | ------------ | ----------- | ----- | ------ | ------- | ---- | ---- | ---------------------------------------------------------------------------- |
| 1     | Ducati       | Italien     | 357   | 815    | 43,68 % | 1988 | 2025 | Álvaro Bautista (63), Carl Fogarty (55), Troy Bayliss (49)                   |
| 2     | Kawasaki     | Japan       | 157   | 816    | 17,89 % | 1988 | 2025 | Jonathan Rea (104), Tom Sykes (34), Scott Russell (14)                       |
| 3     | Honda        | Japan       | 119   | 809    | 14,71 % | 1988 | 2025 | Colin Edwards (31), Jonathan Rea (15), James Toseland / Aaron Slight (je 11) |
|       | Yamaha       | Japan       | 119   | 685    | 11,53 % | 1988 | 2025 | Toprak Razgatlıoğlu (37), Noriyuki Haga (28), Ben Spies (14)                 |
| 5     | Aprilia      | Italien     | 52    | 363    | 14,32 % | 1999 | 2018 | Max Biaggi (18), Eugene Laverty (10), Troy Corser (7)                        |
| 6     | BMW          | Deutschland | 44    | 306    | 3,92 %  | 2009 | 2025 | Toprak Razgatlıoğlu (30), Marco Melandri (9), Chaz Davies (3)                |
| 7     | Suzuki       | Japan       | 32    | 634    | 5,05 %  | 1999 | 2015 | Troy Corser (10), Pierfrancesco Chili & Yukio Kagayama (je 4)                |
| 8     | Bimota       | Italien     | 11    | 88     | 12,50 % | 1988 | 2025 | Davide Tardozzi (5), Giancarlo Falappa (3), Stéphane Mertens (2)             |

## Nach Nationen
| Platz | Nation         | Siege | Fahrer | Erfolgreichste Fahrer (Siege)                                                                    |
| ----- | -------------- | ----- | ------ | ------------------------------------------------------------------------------------------------ |
| 1     | Großbritannien | 317   | 14     | Jonathan Rea (119), Carl Fogarty (59), Tom Sykes (34)                                            |
| 2     | Italien        | 120   | 10     | Marco Melandri (22), Max Biaggi (21), Pierfrancesco Chili (17)                                   |
| 3     | USA            | 119   | 10     | Colin Edwards (31), Doug Polen (27), John Kocinski / Scott Russell / Ben Spies (je 14)           |
| 4     | Australien     | 118   | 11     | Troy Bayliss (52), Troy Corser (33), Chris Vermeulen (10)                                        |
| 5     | Spanien        | 97    | 4      | Álvaro Bautista (61), Carlos Checa (24), Rubén Xaus (11)                                         |
| 6     | Türkei         | 69    | 1      | Toprak Razgatlıoğlu                                                                              |
| 7     | Japan          | 62    | 10     | Noriyuki Haga (43), Yukio Kagayama (4), Ryūichi Kiyonari / Makoto Tamada / Akira Yanagawa (je 3) |
| 8     | Frankreich     | 46    | 5      | Raymond Roche (23), Régis Laconi (11), Sylvain Guintoli (9)                                      |
| 9     | Neuseeland     | 14    | 2      | Aaron Slight (13), Gary Goodfellow (1)                                                           |
| 10    | Irland         | 13    | 1      | Eugene Laverty                                                                                   |
| 11    | Belgien        | 11    | 1      | Stéphane Mertens                                                                                 |
| 12    | Niederlande    | 6     | 1      | Michael van der Mark                                                                             |
| 13    | Deutschland    | 2     | 1      | Max Neukirchner                                                                                  |
| 14    | Brasilien      | 1     | 1      | Alex Barros                                                                                      |
| 0     | Kanada         | 1     | 1      | Pascal Picotte                                                                                   |
| 0     | Österreich     | 1     | 1      | Andreas Meklau                                                                                   |
| 0     | Portugal       | 1     | 1      | Alex Vieira                                                                                      |

fett = in der Saison 2023 aktive Fahrer